# فرد كيربي
فرد كيربي (بالإنجليزية: Fred Kirby)‏ هو مغني وكاتب أغاني أمريكي، ولد في 19 يوليو 1910، وتوفي في 22 أبريل 1996.